# Hemmet Sogn
 Ikke at forveksle med Hemmed Sogn.
Hemmet Sogn er et sogn i Skjern Provsti (Ribe Stift).
I 1800-tallet var Sønder Vium Sogn anneks til Hemmet Sogn. Begge sogne hørte til Nørre Horne Herred i Ringkøbing Amt. Hemmet-Sønder Vium sognekommune blev ved kommunalreformen i 1970 indlemmet i Egvad Kommune, der ved strukturreformen i 2007 indgik i Ringkøbing-Skjern Kommune.
I Hemmet Sogn ligger Hemmet Kirke.
I sognet findes følgende autoriserede stednavne:
- Bandsbøl (bebyggelse, ejerlav)
- Hemmet Sogn (bebyggelse)
- Gundesbøl (bebyggelse)
- Hemmet (bebyggelse)
- Hemmet Strand (bebyggelse)
- Houm (bebyggelse)
- Langkær (bebyggelse)
- Nordenå (bebyggelse)
- Pagaarde (bebyggelse)
- Skuldbøl (bebyggelse, ejerlav)
- Svink (bebyggelse)
- Tamkær (bebyggelse)
- Toftum (bebyggelse)

## Kendte personer fra sognet
Iver Gregersen var præst i Hemmet 1559-1601. Hans søn Iver Iversen Hemmet (1564-1629) studerede teologi og astrologi og var Tycho Brahes medhjælper på Uranienborg. Han blev rektor i Ribe, senere lektor i teologi og præst i Vester Vedsted. I 1614 blev han udnævnt til biskop over Ribe Stift..
En anden markant personlighed var sognepræst Harald Engberg (1850-1932). Han blev gift med Frederikke Læssøe, præstedatter fra Kvong. Hun blev født under Slaget på Isted Hede 25. juli 1850, hvor hendes farbror, oberst Læssøe, faldt. Frederikke døde i 1889, og i 1891 giftede Harald Engberg sig med en søster til forfatteren Jakob Knudsen. Harald Engberg læste meget, var meget dygtig til græsk og en stor botaniker. Han levede som bonde, drev selv præstegården og udførte personligt det hårdeste arbejde. Man levede spartansk på præstegården, alle spiste i køkkenet med horn- eller træskeer. Engberg var ikke missionsmand, men grundtvigianer. Han stiftede en skytteforening og tog ikke honorar for sine mange foredrag. Blandt de i alt 12 børn, han satte i verden, var den mest kendte Gunnar Engberg, der i en årrække var generalsekretær for KFUM.
Forfatteren Henning Mortensen fortæller, at hans morfar Martin Espensen blev født i Hemmet. Som lille vogtede Martin får på heden ved byen. Han kom senere til Varde og fik dér fem døtre, hvoraf den ene blev Hennings mor. Martin Espensen hedder "Martin Hemmet" i romanserien om "Ib". Han optræder allerede i den første bog Havside sommer.

### Egon Clausen
Forfatteren og samfundsdebattøren Egon Clausen er født 23. november 1940 på Fusgård i Hemmet Østersogn og havde sin barndom og tidlige ungdom i sognet. Han har bl.a. skrevet erindringsbogen Under dine vingers skygge (1991), hvor han fortæller om sin indremissionske opvækst. I bogen Min far så engang en engel fra 2007 giver han denne beskrivelse af egnen, som den så ud i 1950'erne:
"Mod øst så man ind over den store, sorte Tinghede, der afsluttede synsranden med de to Tinghøje som et par delfoler lagt på kimingen. Mod nord var der ligeledes heder og kær så langt øjet rakte; dog sås her længst ude det hvide kirketårn på Lønborg Kirke, rejst som et stykke kridt mod den fjerne himmel. Mod vest gik grusvejen gennem opdyrket land til landsbyen Hemmet, der skjulte sig bag savtakkede granhegn, mod sydvest åbnede landet sig gennem en sænkning i terrænet, og langt ude kunne man se møllen i Nr. Bork som et kryds på horisonten, og så man endelig mod syd, bredte et langt, grønt engdrag sig til begge sider. Her løb bækken ud mod Ringkøbing Fjord nogle få kilometer ude mod vest. Bækken og de grønne enge havde altid været livsnerven her; og så langt engene strakte sig ind i landet, var der bebyggelser på begge sider. Her lå kirker fra 1100-tallet på ældgamle helligsteder, og her lå gravhøjene tæt; og da min slægt har boet på egnen i mange, mange år, så tillader jeg mig at gå ud fra, at det var os, der byggede såvel kirkerne som gravhøjene.

Hvem skulle det ellers være?

Og her på grænsen mellem eng og hede var vi tæt på flora og fauna i den vestjyske natur. Rådyr gik og nippede af min mors frugttræer, så vi måtte beskytte dem med hønsetråd. På heden levede urfugle; der var en overflod af viber, agerhøns og harer; og i de dæmrende forårsnætter kunne vi høre grævlingen græde nede fra mosen. Det vand, der løb gennem bække og vandløb, var så rent, at vi kunne drikke det, og det smagte dejligt. Også fjorden var ren som krystal dengang. Stimer af småfisk stod i det solglitrende vand over den hvide sandbund, der var riflet som et vaskebræt."